# Pirotski upravni okrug
Pirotski upravni okrug (ćirilično: Пиротски управни округ) se nalazi u Južnoj Srbiji. Središte Pirotskog upravnog okruga je istoimeni grad Pirot.

## Općine
Pirotski upravni okrug sastoji se od četiri općine.
- Bela Palanka
- Pirot
- Babušnica
- Dimitrovgrad

## Stanovništvo
Najveće naselje u Pirotskom upravnom okrugu je grad Pirot s 40.678 stanovnika.
Općina Dimitrovgrad je većinom naseljena Bugarima, dok u ostalim općinama Srbi su većinsko stanovništvo.
- Srbi = 89,985
- Bugari = 7,313
- Romi = 3,344
- ostali

## Gospodarstvo
Cijelo gospodarstvo okruga temelji se na industrijskoj zoni u Pirotu. Najveće tvornice su "Tigar", industrija gume, "Prvi maj", tekstilna industrija i "Suko" proizvodnja boje i lakova.